# Coluteastrum dubium
Coluteastrum dubium là một loài thực vật có hoa trong họ Đậu. Loài này được (Jacq.) Kuntze mô tả khoa học đầu tiên năm 1891.